# Canomaculina haitiensis
Canomaculina haitiensis är en lavart som först beskrevs av Hale, och fick sitt nu gällande namn av Elix. Canomaculina haitiensis ingår i släktet Canomaculina och familjen Parmeliaceae.   Inga underarter finns listade i Catalogue of Life.